# جيف بيندكت
جيف بيندكت (بالإنجليزية: Jeff Benedict)‏ هو صحفي أمريكي، ولد في 1966.